# Plagiat

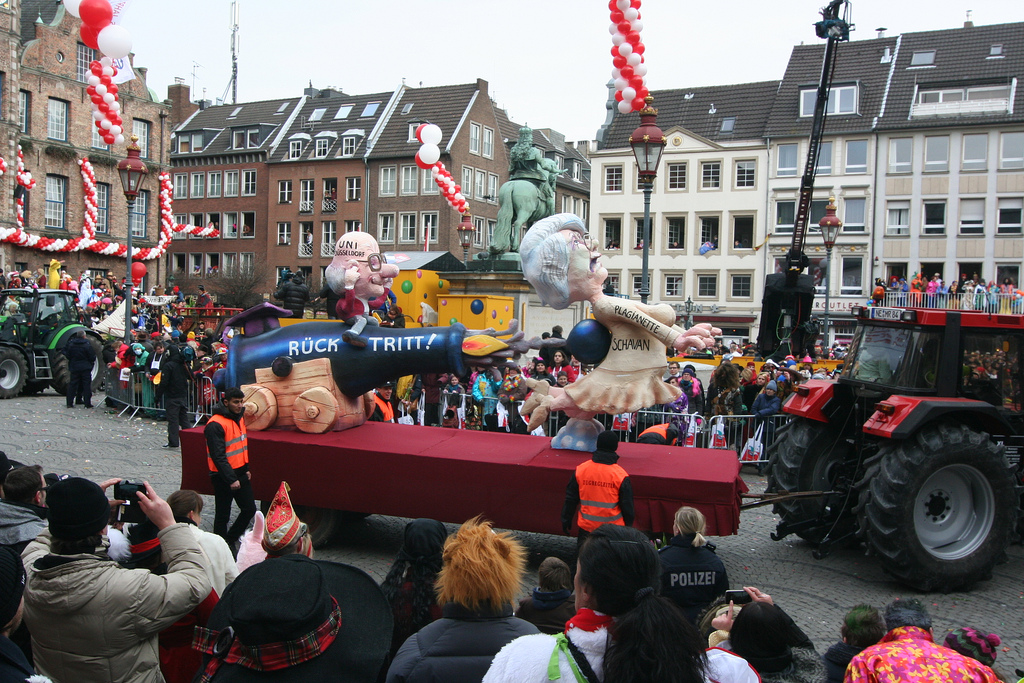
Düsseldorfer Karnevalswagen zu Annette Schavans Rücktritt nach einer plagiierten Dissertation (2013)

Ein Plagiat ist die Anmaßung fremder geistiger Leistungen (französisch plagiaire ‚Nachahmer, der sich eines Plagiats schuldig macht, Dieb geistigen Eigentums‘ aus von lateinisch plagiarius ‚Menschendieb, Seelenverkäufer‘). Dies kann sich auf die Übernahme fremder Texte oder anderer Darstellungen bzw. Ideen beziehen, z. B. Zeitungs-, Magazinartikel, Fotos, Filme, Tonaufnahmen, Musik sowie Erfindungen, Design, wissenschaftliche Erkenntnisse, Melodien oder beides gleichzeitig (z. B. wissenschaftliche Veröffentlichungen, Kunstwerke, Romane). Plagiate können, müssen aber nicht zwangsläufig gegen das Gesetz verstoßen: Die nicht als Zitat gekennzeichnete Übernahme fremder Texte ist oft aber nicht immer eine Verletzung von Urheberrechten. Die Benutzung fremder Ideen kann eine Verletzung von Patentrechten oder Geschmacksmustern sein. In der Wissenschaft kann ein Plagiat gegen Prüfungsordnungen, Arbeitsverträge oder Universitätsrecht verstoßen. Zwischen rechtswidrigen Übernahmen fremder geistiger Leistungen und der legitimen Übernahme freier oder frei gewordener Ideen gibt es eine Grauzone, wo ein Plagiat zwar als legal, nicht aber als legitim gilt.

## Geschichte
Der Dichter Martial, der vom Vortrag seiner Verse lebte und zu dessen Zeit es noch keine institutionalisierte Form des Schutzes von geistigem Eigentum (Urheberrecht) gab, warf seinem Dichterkollegen Fidentinus vor, seine Gedichte fälschlich als die eigenen vorzutragen. Martial setzt in einem Epigramm seine Bücher mit freigelassenen Sklaven gleich und beschimpft seinen Dichterkollegen daher als plagiarius (wörtlich: Menschenräuber, Sklavenhändler) (Epigramme 1, 52). Der Begriff des Plagiats geht so auf eine der ältesten bekannten Urheberrechtsverletzungen im Rom des ersten Jahrhunderts nach Christus zurück. Im Unterschied zum Beispiel zur Kopie ächteten auch andere Kulturen und Zeitalter die plagiatorische Aneignung eines Werkes weitgehend.
Allerdings war es zum Beispiel im Barock in der Musik durchaus üblich, nicht nur beliebte Teile früherer eigener, sondern auch fremder Kompositionen mit der Technik der sogenannten Parodie in neue Werke einzuarbeiten, ohne darauf ausdrücklich hinzuweisen. Man kann annehmen, dass sich die so „Zitierten“ geschmeichelt fühlten, ihre Werke so beliebt zu wissen – zumindest bekanntere Komponisten mit gesichertem Status. Es ist im deutschsprachigen Raum für die Zeit bis ca. 1700 davon auszugehen, dass vielerorts plagiiert wurde, ohne dass eine geeignete Instanz – in Form der gelehrten Öffentlichkeit etwa – diese geistigen Übernahmen benannt oder verurteilt hätte.

## Abgrenzung
Das Plagiat ist nicht zu verwechseln mit dem Zitat. Vor allem für die Wissenschaft gilt ein großzügiges Zitierprivileg (§ 51 UrhG). Es gestattet die Nachveröffentlichung fremder Texte im eigenen wissenschaftlichen Werk, verlangt jedoch stets die Quellenangabe (Zitierlast, § 63 UrhG).
In der Wissenschaft wird, anders als in der Literatur, bereits die Paraphrasierung eines nach § 2 Abs. 2 UrhG geschützten Textes oder die nicht gekennzeichnete Übernahme einer Argumentation ohne Herkunftsangabe als Plagiat verstanden. Man unterscheidet zwischen Totalplagiat, bei dem ein kompletter Text übernommen wird, und Teilplagiat, sowie zwischen dem Verbalplagiat, das Formulierungen exakt übernimmt, und dem schwieriger aufzudeckenden Ideenplagiat, das lediglich Gedanken übernimmt, ohne deren Urheber zu zitieren. Außerdem gibt es Sonderformen wie das Autoplagiat (Selbstplagiat), bei dem eigene Arbeiten mehrfach verwertet werden. Um sich zu rechtfertigen, geben des Plagiats Beschuldigte oft zu, den zugrundeliegenden Text zwar „irgendwann“ gelesen, die Vorlage dann aber vergessen zu haben.
Vom Plagiat, insbesondere der unzulässigen Produktpiraterie, sind die legalen Nachahmerprodukte zu unterscheiden.
Besonders schwierig ist das Erkennen von Plagiaten oder von Urheberrechtsverletzungen, wenn bei erfolgreichen Werken belletristischer Bestsellerautoren Dritte die Urheberschaft auf gewisse Grundideen und -themen, nicht jedoch deren fiktiv-literarische Umsetzung, beanspruchen und mit früher von ihnen verfassten Sachbüchern begründen. Es wird argumentiert, dass es sich nicht um Plagiate handelt, weil die Bücher ganz verschiedene Zielsetzungen haben. Zudem habe der Romanautor das Werk des anderen in solchen Fällen nicht im eigentlichen Sinne verwendet, sondern dort geäußerte Ideen und Themen inspirierten nur für seine fiktive Geschichte. Dennoch erörtern Gerichte derartige Vorwürfe häufig, da es meist um viel Geld geht.
Dem Plagiat verwandt sind Fortsetzungen (Sequels) erfolgreicher literarischer Werke, die vom Verlag, bei dem die Auswertungsrechte für das Originalwerk liegen, nicht autorisiert sind. Ein einschlägiges Beispiel ist Jim Williams’ Doktor-Schiwago-Fortsetzung Laras Tochter (1994), der nach zwei Gerichtsentscheidungen 1999 wieder vom Markt genommen werden musste.
Vom bewussten Plagiat zu unterscheiden ist außerdem die zufällige Doppelschöpfung.
Der österreichische Plagiatsgutachter Stefan Weber hat zur besseren Einordnung das „Kreismodell der Plagiate“ definiert. Darin teilt er Plagiate in „hochschulrechtliche Probleme“, „wissenschaftliches Fehlverhalten“ und darüber hinausgehende Plagiate ein, die er im Journalismus, der Kunst, der Religion etc. ausmacht.

## Deutschland
Der Duden sprach von der „unrechtmäßigen Nachahmung und Veröffentlichung eines von einem anderen geschaffenen künstlerischen oder wissenschaftlichen Werkes; Diebstahl geistigen Eigentums“. Aktuell hat der Duden den Begriff ausgeweitet, so dass nun explizit auch unrechtmäßig übernommene Teile einer Arbeit zum Plagiat führen: „unrechtmäßige Aneignung von Gedanken, Ideen o. Ä. eines anderen auf künstlerischem oder wissenschaftlichem Gebiet und ihre Veröffentlichung; Diebstahl geistigen Eigentums“. Er erläutert das Verb „plagiieren“ als „fälschen, imitieren, kopieren, leihen, übernehmen; (bildungsspr.): ein Plagiat begehen; (ugs.): faken, nachmachen; (abwertend): nachäffen“.

### Rechtliche Definitionen
Plagiate können, müssen aber nicht, gegen ein Gesetz verstoßen: Urheberrecht, Patentrecht oder Geschmacksmusterrecht. Der Begriff Plagiat ist in Deutschland nicht in Gesetzen als Legaldefinition enthalten. „Plagiat ist nach allgemeiner Ansicht eine Urheberrechtsverletzung, bei der sich jemand fremde Urheberschaft bewusst anmaßt“. Der Rechtswissenschaftler Marcel Bisges hat den Plagiatsbegriff eingehend beleuchtet und kommt zu dem Ergebnis, dass es sowohl ein allgemeinsprachliches, als auch ein schriftstellerisches, als auch ein juristisches Verständnis dieses Begriffs gäbe. Für rechtliche Betrachtungen sei ausschließlich das juristische Verständnis in Gestalt einer Verletzung des Urheberrechts (rechtswidrige Umgestaltung oder unfreie Bearbeitungen) maßgebend.
Nach einer Ansicht bedeutet Plagiat nur das Unterlassen der Herkunftsangabe bei einer sonst erlaubten Benutzung des Werkes. Nach dieser Meinung ist Plagiator, wer als Inhaber eines Nutzungsrechts die eigene Urheberschaft behauptet oder wer bei zulässigen Zitaten das zitierte Werk nicht angibt. Eine andere Auffassung hält ein Plagiat dann für gegeben, wenn jemand ein urheberrechtlich geschütztes Werk unerlaubt benutzt (egal ob unverändert, umgestaltet oder bearbeitet) und als sein eigenes ausgibt.
Nach § 2 Abs. 2 UrhG sind „persönliche geistige Schöpfungen“ geschützt. „Es wird nicht irgendeine persönliche geistige Leistung, sondern eine persönliche geistige Schöpfung“ geschützt. Sie muss sich von einer „routinemäßigen Leistung abheben“. „Der Urheber muss also etwas geschaffen haben, das mehr Eigenes enthält als eine Leistung, wie sie allgemein von jedem bzw. jedem anderen mit vergleichbarer Ausbildung und Begabung erbracht werden kann“. Erst dann greift der Schutz durch Kennzeichnungs- bzw. Zitierpflicht (§ 51 UrhG).

### Wissen und Vorsatz
Das Plagiat ist die Aneignung eines fremden Urheberrechts, so dass im Plagiat ein Verstoß gegen das Recht auf Anerkennung der Urheberschaft nach § 13 UrhG liegt. Veröffentlicht der Verletzer das Werk, so liegt hierin ein Eingriff in das ausschließliche Veröffentlichungsrecht des Urhebers (§ 12 UrhG). Ein unbewusstes Plagiat liegt vor, wenn der Verletzer subjektiv eine Urheberrechtsverletzung nicht erkennt. Für den Tatbestand der Urheberrechtsverletzung spielt der Vorsatz des Verletzers keine Rolle, weshalb auch eine unbewusste Entlehnung als Plagiat gilt.
Das gilt auch für fehlende Quellenangaben in wissenschaftlichen Arbeiten. Roland Schimmel, Professor für Wirtschaftsprivatrecht, bestätigt, dass „nach überwiegender Ansicht“ ein Plagiat auch dann vorliege, „wenn der Plagiierende es nicht merkt“. Vorsatz und Wissen seien dafür unerheblich, wenngleich nicht für das Urteil einer Prüfungsinstanz oder für die Einschätzung durch die Gesellschaft. Behauptet der Plagiierende in drei Fällen, er habe Anführungszeichen und Fußnoten vergessen, dann sei das „relativ evident“ eine Schutzbehauptung. Bei drei abgeschriebenen Zeilen könne ein „Alltagsversehen“ vorliegen, nicht aber beim Abschreiben ganzer Seiten.

### Hochschule und Schule
In der Wissenschaft kann ein Plagiat gegen Prüfungsordnungen, Arbeitsverträge oder Universitätsrecht im Sinne von Täuschung verstoßen. Zwischen rechtswidrigen Übernahmen fremder Leistungen und der legitimen Übernahme freier oder frei gewordener Ideen gibt es eine Grauzone, wo ein Plagiat zwar als legal, nicht aber als legitim gilt.
Es gibt auch Stimmen, die meinen, „Plagiieren ist notwendig, Fortschritt setzt es voraus“.
Im Jahr 2002 erregte eine Artikelserie des Spiegel über eine weit verbreitete „Plagiat-Kultur“ an deutschen Hochschulen einiges Aufsehen. Die Autorin Debora Weber-Wulff, Professorin für Medieninformatik in Berlin, stellte vor allem heraus, wie gering das Unrechtsbewusstsein bei deutschen Studenten und Dozenten ausgeprägt sei. Was in Deutschland bestenfalls als Kavaliersdelikt angesehen werde, könne in amerikanischen Hochschulen zur Exmatrikulation führen. Weber-Wulff hat auch eine Anleitung zur Aufdeckung von Plagiaten verfasst.
2006 befragte Sebastian Sattler für seine Soziologie-Magisterarbeit 226 Soziologie-Studenten zum Thema Plagiate in Universitäts-Hausarbeiten. Er testete Arbeiten von 159 Studierenden und fand in 19,5 % der Arbeiten Plagiate. In einem weiteren Fragebogen-gestützten Teil der Studie wurde festgestellt, dass etwa jeder Fünfte bereits im Studium plagiiert hatte und etwas mehr als jeder Zweite in der Schule. In der Arbeit wird gezeigt, dass Plagiate unter anderem durch fehlende Fähigkeiten zum wissenschaftlichen Arbeiten verursacht werden. Sie seien auch dann wahrscheinlicher, wenn Studierende keine internalisierte Moral besitzen – sich also beim Plagiieren nicht „schämen“ würden. Definiert wurden Plagiate dabei folgendermaßen: „Plagiate sind eine beabsichtigte direkte oder indirekte Übernahme fremder Inhalte. Diese Inhalte können Argumente, Erklärungen, Fakten, Interpretationen, Entdeckungen, Konklusionen, Quellenverzeichnisse oder die Struktur einer anderen Arbeit sein. Es spielt keine Rolle, woher diese Bestandteile stammen. Sie können bereits veröffentlicht oder noch unveröffentlicht sein, d. h., auch Hausarbeiten anderer Studierender kommen in Frage. Die Übernahme wird nicht kenntlich gemacht, d. h., es gibt keine Quellenangabe bzw. Anführungsstriche bei wörtlicher Übernahme. Folglich erscheinen die Übernahmen als eigene Arbeit. Von einem Plagiat soll dann gesprochen werden, wenn bereits ein fremder Gedanke oder ein Zitat nicht kenntlich gemacht wird.“ (Sattler 2007: 35). Eine jüngere Studie (namens FAIRUSE) kommt zu dem Ergebnis, dass 17,8 % der befragten Studierenden mehrerer zufällig ausgewählter Universitäten und Fächer mindestens einmal innerhalb von sechs Monaten angaben, plagiiert zu haben.
Dies kann allerdings dazu führen, dass die Zahl und der Umfang von Fußnoten stark zunimmt. Analog zum Begriff Schöpfungshöhe (= Werkhöhe) im Urheberrecht (diese hängt von der Individualität und/oder Originalität des Geschaffenen ab) kann der Autor einer wissenschaftlichen Arbeit entscheiden, ob etwas von einem Dritten Geschriebenes tatsächlich ein „fremder Gedanke“ im obigen Sinne ist.
Eine auf eine Datenbankauswertung des Medline-Verzeichnisses des NIH (National Institutes of Health, das Nationale Gesundheitsinstitut der USA) gestützte Untersuchung kam 2008 zu dem Ergebnis, dass die Häufigkeit von Plagiaten steige.
In einer 2012 durchgeführten anonymen Befragung von 617 Studierenden der Universität Graz gab etwa ein Drittel an, bereits mindestens einmal Ideen (32,6 Prozent) bzw. Texte (33,6 Prozent) plagiiert zu haben. Als Gründe für plagiatorisches Verhalten wurden Bequemlichkeit (63 Prozent), Zeitersparnis (54 Prozent), Ideenmangel (40 Prozent), Unabsichtliches Plagiat (34 Prozent) und Unsicherheit über den Ursprung einer Information (19 Prozent) genannt.

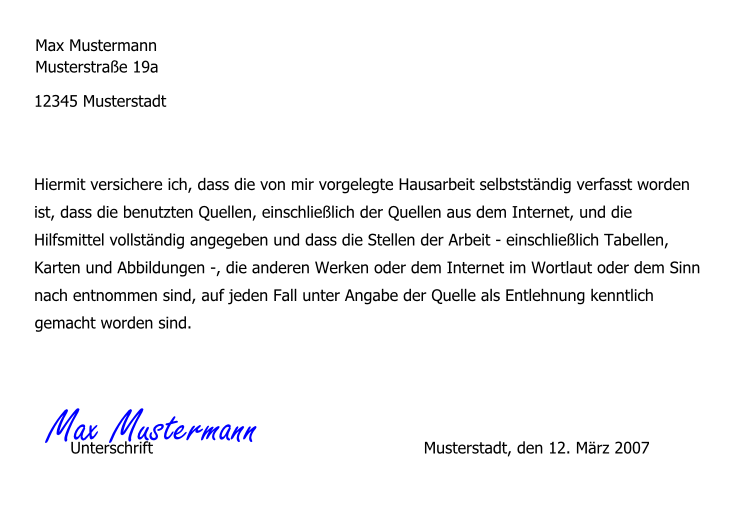
Eine solche Erklärung muss inzwischen vielen Seminararbeiten beigefügt werden

Verdachtsmomente für das Vorliegen eines Plagiats sind beispielsweise, wenn der Stil eines Textes uneinheitlich ist oder ungewöhnliche Begriffe verwendet werden. Man kann Textpassagen in Suchmaschinen stichprobenartig überprüfen oder spezielle Prüf-Software zur Aufdeckung von Plagiaten verwenden. Während einfaches Copy & Paste von Webseiten recht einfach aufzudecken ist (Copy&Paste-Plagiat), fallen Übernahmen aus entlegenen Quellen häufig nicht auf. Dazu zählen Plagiate aus Diplom- oder Magisterarbeiten, für die meist keine Veröffentlichungspflicht besteht, oder Übersetzungen aus fremdsprachigen Quellen (Übersetzungsplagiat). Um dem Problem Einhalt zu gebieten, verlangen mittlerweile viele Institute und Seminare zusätzlich zu möglichen Prüfverfahren von ihren Studenten zu den Hausarbeiten eine schriftliche Erklärung, dass sie ihre Seminararbeit selbstständig verfasst und alle verwendeten Quellen ohne Einschränkung angegeben haben. Dies soll ein Problembewusstsein erzeugen und bewussten Täuschungsversuchen entgegenwirken.
Nicht nur Studierende plagiieren. Auch Dozenten bedienen sich gelegentlich aus Arbeiten ihrer Studenten oder Mitarbeiter. Da der eigentliche Autor oft in einem Abhängigkeitsverhältnis steht, ist Widerstand dagegen selten und hat in der Regel keine Konsequenzen für den Dozenten. Eine besonders perfide Methode des Plagiats ist es, im Rahmen des Peer-Review eine zur Veröffentlichung vorgesehene Arbeit abzulehnen oder deren Annahme zu verzögern, deren Ergebnisse aber für eigene Arbeiten zu nutzen.
Bei der Ahndung entdeckter plagiierter Arbeiten gibt es je nach (Hoch-)Schule und Schwere des Vergehens große Unterschiede. In den USA existieren relativ häufig sogenannte Honor Boards, deren Mitglieder selber Studierende sind. Diesen aus der Gruppe der nahezu Gleichaltrigen zusammengestellten Entscheidungsgremien obliegt es, eine Bewertung und Bestrafung (bis hin zu einer möglichen Exmatrikulation) vorzunehmen. Als Vorteil, nicht Angehörige der Dozentenschaft damit zu befassen, gilt die größere Nähe der Gleichaltrigen zur Lebenswelt und damit eine realistischere Einschätzung der Motivlage und Rückfallgefahr der Delinquenten.
In Baden-Württemberg wurde das Landeshochschulgesetz im Zuge des Zweiten Gesetzes zur Umsetzung der Föderalismusreform im Hochschulbereich derart verschärft, dass ab März 2009 das Anfertigen eines Plagiates in wissenschaftlichen Arbeiten als Exmatrikulationsgrund gilt. Die Hochschule hat dabei einen Ermessensspielraum, um eine Verhältnismäßigkeit abzuwägen.
Angesichts der vermehrten Verwendung von Sprachmodellen zur Texterstellung und -korrektur sammelt das Projekt Academ-AI und andere Passagen wissenschaftlicher Arbeiten, die auf den undeklarierten Einsatz entsprechender Software hindeuten.

#### Software
Der Aufdeckung von Plagiaten kommt vor diesem Hintergrund eine wachsende Bedeutung zu. Eine klassische Methode wie die in Lexika als Plagiatsindikatoren eingebauten Plagiatsfallen werden heute durch EDV-gestützte Verfahren ergänzt. Einen Test von 26 Plagiatserkennungssystemen (kurz Plagiatssoftware) veröffentlichte 2010 die Hochschule für Technik und Wirtschaft Berlin. 2013 berichtete Focus Online über einen Test von Plagiatssoftware so wie auch Spiegel Online über einen weiteren Test.
Beispiele für solche Software sind:
- Die Online-Lösung CheckText.org[40]
- Turnitin[41] und WriteCheck[42] von iParadigms, LLC (USA)
- PlagiarismFinder[43] von der Mediaphor Software Entertainment AG (seit 2004)
- Docol©c („Docoloc“)[44] vom IfALT – Institut für Angewandte Lerntechnologien (seit 2005)
- Urkund der schwedischen Firma Prio Infocenter AB[45] (seit 2000 in Schweden, den Niederlanden, Frankreich, Norwegen und anderen europäischen Ländern; seit 2006 in Deutschland)
- Plagiat-Scanner von korrektur.de, Karlsruhe (seit 2023)[46]
- PlagScan[47] von PlagScan GmbH, Köln (seit 2009)
- PlagAware[48] von PlagAware GmbH, Neu-Ulm (seit 2006)
- Plagiatspruefung[49] von BAS Business And Science GmbH, Berlin (seit 2016)

Solche Systeme arbeiten jedoch oft in einem Raum der Rechtsunsicherheit, weil sie zum Beispiel die geprüften Arbeiten erfassen und als Material für spätere Prüfungen verwenden. Es gibt jedoch auch Anbieter, die Arbeiten explizit nicht für spätere Prüfungen verwenden. In den USA wurde zwar eine Firma von Studenten verklagt, sie haben allerdings 2009 auch in zweiter Instanz verloren.
Experten raten vom Einsatz von Software zur Erkennung von Plagiaten ab. Solche automatisierte Software erkennt Plagiate nur unzulänglich; sie unterscheidet beispielsweise nicht zwischen Zitaten und Plagiaten. Außerdem kann der Einsatz von Software dazu führen, dass Bildungsinstitute sich in falscher Sicherheit wiegen. Manche Experten empfehlen deshalb präventive Sensibilisierung, eine Förderung der Informationskompetenz sowie Arbeitsaufträge zu verteilen, die schlecht durch Plagiate gelöst werden können. Beispielsweise solle man Themen analysieren statt Fakten wiedergeben lassen.
Eine Kommission der Universität Bayreuth hat 2011 in ihren Abschlussbericht zum Entzug des Doktorgrades von Karl-Theodor zu Guttenberg empfohlen: „[wir raten] zu einem behutsamen Einsatz von sog. Plagiatssoftware. […] darüber hinaus sollten Prüfungen mittels Plagiatssoftware nur bei konkretem Verdacht durchgeführt werden. Die Fakultäten müssten verbindlich klären, wer die Prüfungen mittels Plagiatssoftware durchführt. Hierbei sollte bedacht werden, dass die Ergebnisse einer Prüfung mittels Plagiatssoftware in aller Regel einer verständigen Nachbearbeitung bedürfen, denn nicht alles, was mittels einer Plagiatssoftware angezeigt wird, muss auch ein Plagiat sein.“
Eine Studie (FAIRUSE) unter Lehrenden mehrerer deutscher Universitäten zeigt, dass Plagiatssoftware relativ selten eingesetzt wird, um Plagiate zu erkennen. Dies bestätigt auch ein Bericht des Tagesspiegels. Häufiger wurden Suchmaschinen zur Plagiatserkennung genutzt. Die Mehrheit der Lehrenden versucht Plagiate jedoch durch aufmerksames Lesen zu erkennen. Insbesondere der hohe Aufwand hält Lehrende von der Nutzung von Plagiatssoftware ab. Wenn sie davon ausgehen, dass der Einsatz dieser Software von ihnen erwartet wird, nutzen sie diese auch häufiger.

#### Eigen- und Selbstplagiat
Als ‚Selbstplagiat‘ – je nach Interpretation ein Widerspruch in sich – wird die Wiederverwendung eigener wissenschaftlicher Arbeiten (bzw. von Teilen davon) bezeichnet, ohne dass sich ein Hinweis auf die Originalarbeit findet. Der Begriff ist umstritten: Der ehemaligen DFG-Ombudsmann für die Wissenschaft, Wolfgang Löwer, verneint seine Existenz generell: „Das sogenannte Eigenplagiat gibt es nicht – denn das würde ja bedeuten, dass es möglich wäre, sich selbst zu beklauen.“ In einer strengeren Lesart transportiert der Terminus die Vorstellung, die Erstpublikation sei eine Hergabe an die Scientific Community, weshalb sich die spätere Wiederaneignung verbiete. Wissenschaftsethisch problematisch ist v. a. eine Wiederverwendung bei Täuschung, d. h., wenn eine falsche Vorstellung von dem erzeugt wird, was tatsächlich vorliegt. Ob Täuschung vorliegt, misst sich an dem, was die jeweilige Wissenschaftlergemeinschaft von einer bestimmten Art von Veröffentlichung erwartet. Wegen dieser Situations- und Kontextgebundenheit kann es eine Definition von ‚Selbstplagiat‘ aufgrund rein formaler Merkmale nicht geben. Problematisch wird eine Täuschung vor allem in kompetitiven Situationen der Verteilung knapper Ressourcen, insbesondere bei Zeitschriften mit Peer-Review, Drittmittel-Anträgen und im Kontext von Prüfungen oder Bewerbungen.
Bislang hat sich die Rechtsprechung mit dem Abschreiben eigener Arbeiten, wie die nochmalige textliche Verwendung einer Magister-, Diplom- oder Masterarbeit für eine Dissertation, kaum beschäftigt. Auf der Plattform Vroniplag Wiki werden Selbstplagiate in der Regel nicht als Plagiate gewertet. Wenn die Gliederung und Textteile, zumal ohne sorgfältige Zitierung, massiv wiederverwendet werden, dann wird dies jedoch das Vertrauen in die Qualität wissenschaftlichen Arbeitens in Frage stellen.
Umstritten ist, ob ein Selbstplagiat schon vorliegt, wenn Erkenntnisse aus der wissenschaftlichen Arbeit an der Dissertation neben der Dissertationsschrift ein weiteres Mal veröffentlicht werden. Soweit man den Begriff der wissenschaftlichen Veröffentlichung wörtlich auslegt und Dissertationen darunter fallen lässt – was bereits für sich umstritten ist  – sind die Kriterien des Selbstplagiats im Sinne der DFG-Richtlinien für gute wissenschaftliche Praxis (hier: bezogen auf Zeitschriftenpublikationen) erfüllt, es sei denn, dass die Dissertation 1. auf diese Veröffentlichungen als Quelle verweist (das setzt voraus, dass die Veröffentlichung der Artikel vor der Veröffentlichung der Dissertation erfolgte) und 2. die Erkenntnisse aus diesen Veröffentlichungen nur als Vorleistungen referiert (was voraussetzt, dass diese auch nicht als Prüfungsleistung der Dissertation beansprucht werden dürfen und sie darüber hinaus eigene, wesentliche, noch nicht veröffentlichte Forschungsleistungen enthält, die über eine „least publishable unit“ und eine „Salami-Publikation“ hinausgehen). Andererseits verweist der vom DFG eingesetzte Ombudsmann für die Wissenschaft darauf, dass Promotionsordnungen Vorabpublikationen von Teilergebnissen häufig erlauben. „Der Transparenz und der wissenschaftlichen Redlichkeit ist Genüge getan, wenn im Vorwort, in einer einleitenden Anmerkung oder zu Beginn eines übernommenen Abschnittes ein eindeutiger Hinweis auf die Vorabpublikation angebracht wird“ sowie Anteile von Koautoren angegeben werden.
Es wird aber in der Wissenschaft auch die pragmatischere Auffassung vertreten, dass Selbstplagiate zulässig oder unter Einschränkungen zulässig sind. Es wird dabei sogar die Ansicht vertreten, dass es allgemein erwünscht ist, dass ein Doktorand seine Ergebnisse bereits während seiner Promotionszeit auf Fachtagungen und in Fachzeitschriften vorstellt, nicht zuletzt auch um auf diese Weise Netzwerke zu anderen Forschern bilden zu können oder bereits Kontakte für die spätere berufliche Laufbahn zu knüpfen. Derartige Publikationen unterstrichen die Qualität der Arbeit, da sie von zusätzlichen externen Gutachtern akzeptiert werden müssten.
Eine ähnliche Situation tritt ein, wenn mehrere Autoren gemeinsam an einer Veröffentlichung arbeiten, die später in die Dissertation eines der Autoren einfließen soll. Auch dies ist eine übliche Situation, zum Beispiel, wenn ein Betreuer als Koautor auftritt. Auch sind Kooperationen mit anderen Wissenschaftlern generell erwünscht, da sie ein wichtiger Teil der selbstständigen wissenschaftlichen Arbeit sind. Die Verwendung von Teilen gemeinsamer Publikationen in Dissertationen wird von der pragmatischen Position dann als zulässig erachtet, solange die entsprechenden Texte vom Doktoranden stammen und aus seiner eigenen Forschung hervorgingen (wenn auch in Diskussion mit anderen Forschern und Koautoren). Andererseits kann die gleiche wissenschaftliche Erkenntnis nicht als originäres eigenes Ergebnis in mehreren Arbeiten verwendet werden, die der Erlangung eines wissenschaftlichen beziehungsweise akademischen Titels dienen. Aber auch hier ist es denkbar, dass eine einzelne umfangreiche wissenschaftliche Leistung auf Teilarbeiten mehrerer kooperierender Doktoranden zurückgeht, so dass es letztlich in der Verantwortung der Gutachter liegt, die ausreichenden Eigenanteile jedes einzelnen zu prüfen. Allgemein ist in allen derartigen Fällen die sorgfältige Angabe aller Vorveröffentlichungen in der Dissertation ein wichtiger Bestandteil der redlichen wissenschaftlichen Arbeit.
Um die grundsätzlichen Richtlinienkonflikte auszuräumen, haben Fakultäten vermehrt begonnen, in ihrer Promotionsordnung die kumulative Dissertation zuzulassen, bei der die Veröffentlichungen zusammen mit Vorwort und Schlusskommentar selbst als Dissertation eingereicht werden können.
Eine andere Form von Veröffentlichung, die nach dem Wortlaut der DFG-Richtlinien ein unzulässiges Selbstplagiat ist, die die pragmatische Position aber dennoch als legitim sieht, ist die in einigen Fachrichtungen übliche Abstufung der Veröffentlichungsmedien. Zum Beispiel werden in der Informatik Fachartikel als technische Berichte, in den Tagungsbänden von Workshops und Konferenzen, und/oder in Fachzeitschriften veröffentlicht. Eine Publikation auf einem Workshop oder ein technischer Bericht gilt dabei als Vorstufe einer späteren Konferenz- oder Zeitschriftenpublikation, teilweise sogar die Konferenzpublikation als weitere Vorstufe zur Zeitschriftenpublikation. Die Wiederverwendung von Kernteilen eigener Arbeiten in einer späteren Veröffentlichung sieht die pragmatische Position in solchen Fällen als tragbar, auch wenn dadurch das gleiche Ergebnis mehrfach publiziert wird. Der Wortlaut der DFG-Richtlinien hingegen kennt keinen Rang von Publikationsmedien und erlaubt dieses Vorgehen nur, solange die vorangegangenen Veröffentlichungen als Vorarbeiten gekennzeichnet werden und ihr Inhalt nicht als Neuerung der Publikation beansprucht wird. Die pragmatische Position argumentiert hingegen, die Geltung von Workshop-Beiträgen und Berichten sei so niedrig, dass sie als unpubliziert gelten könnten und sich somit durch die Mehrfachpublikation kein Vorteil ergeben würde. Wenn allerdings nicht klar ist, dass eine frühere Publikation einen deutlich niedrigeren Rang hat, dann ist dies ein Grund für die Ablehnung einer Einreichung. Auch hier ist es den Gutachtern überlassen, die Entscheidung über den Nutzen und die Redlichkeit einer erneuten Publikation zu treffen. Die hier dargestellte Situation ist in anderen Fachgebieten unter Umständen sehr verschieden (zum Beispiel in Fachrichtungen, in denen Tagungsbände nur „Abstracts“ – d. h. ein, zwei Absätze mit den Leitsätzen des Forschungsergebnisses – enthalten und ausführliche Darstellungen nur in Fachzeitschriften üblich sind). Die Beurteilung eines Vorwurfs des Selbstplagiats kann sich je nach den Gepflogenheiten der jeweiligen Disziplin daher unterscheiden. Die DFG-Richtlinie verweist beispielsweise explizit auf die Empfehlungen des Danish Committee on Scientific Dishonesty, wo Mehrfachpublikationen als „Tatbestände minderen Schweregrads“ gewertet werden, die nicht notwendig einer formellen Untersuchung bedürfen.
Der Rechtswissenschaftler Marcel Bisges hat sich in einer juristischen Abhandlung eingehend mit den urheberrechtlichen Aspekten des Selbstplagiats befasst. Er definiert das Selbstplagiat im engeren juristischen Sinne als das rechtlich unzulässige Zurückgreifen auf eigene vorbestehende Werke bei späterem Werkschaffen und kommt zu dem Ergebnis, dass es zunächst zwar jedem Urheber freistehe, seine eigenen Werke für späteres Schaffen zu benutzen – in welcher Form auch immer – sodass im Selbstplagiat kein Urheberrechtsverstoß zu sehen sei. Wenn der Urheber zuvor allerdings einem anderen ein Nutzungsrecht eingeräumt hat, bspw. einem Verlag, dann müsse differenziert werden, ob es sich hierbei um ein einfaches oder ein ausschließliches Nutzungsrecht handle. In letzterem Fall läge jedenfalls im Falle einer 1:1-Übernahme grundsätzlich ein Verstoß gegen das Urheberrecht vor, wenn sich der Urheber die eigene Nutzung nicht vorbehalten habe. Im Übrigen sei zu prüfen, wer Inhaber des Bearbeitungsrechts sei. Wenn der Urheber dem Verlag dieses Recht nicht eingeräumt hat, stünde es ihm nämlich frei, auf sein vorbestehendes Werk in Form einer Bearbeitung zurückzugreifen. Und nicht zuletzt sei jedem Urheber, gleich wem er Nutzungsrechte an vorbestehenden Werken eingeräumt habe, noch ein Selbstzitat erlaubt.
Auch wenn das Eigenplagiat zwar urheberrechtlich nicht angreifbar ist, kann es jedoch trotzdem wissenschaftlichen und prüfungsrechtlichen Standards widersprechen. Auch eigene Quellen müssen offengelegt werden und Arbeiten dürfen nicht mehrfach verwendet werden.

### Rechtsfolgen
Der Begriff des Plagiats ist zunächst bloß literarischer oder literaturwissenschaftlicher Natur; es geht um die Feststellung von Übereinstimmungen. Innerhalb von konkreten Rechtsordnungen können mit einem Plagiat allerdings auch Rechtsfolgen verbunden sein.
Möglicherweise verstößt ein Plagiator gegen:
- das Urheberrecht, wenn das plagiierte Werk noch nicht so alt ist, dass es gemeinfrei ist.[73]
- weitere Strafrechtsnormen, zum Beispiel Betrug.
- einen Arbeits-, Honorar- oder Geschäftsvertrag, wenn darin vereinbart ist oder durch Auslegung folgt, dass eine zu erbringende Leistung nicht auf einem Plagiat beruhen darf.
- die Bestimmungen einer Prüfungsinstanz, beispielsweise einer Schule oder Hochschule. Das Plagiat führt je nach Regelgebung zu einer Rüge oder auch zum Ausschluss von einer Prüfung.
- auch eine Aberkennung des akademischen Grades kommt in Betracht

#### Wissenschaftliche Abschlussarbeiten
Als „Täuschung über die Eigenständigkeit der erbrachten wissenschaftlichen Leistung“ bewertete der Verwaltungsgerichtshof (VGH) Baden-Württemberg mit Beschluss vom 13. Oktober 2008 (Aktenzeichen: 9 S 494/08) „die nicht gekennzeichnete Übernahme kompletter Passagen aus dem Werk eines anderen Autors in einer Dissertation“, sofern sie „planmäßig und nicht nur vereinzelt“ erfolge. Eine solche planmäßige Übernahme fremden Gedankenguts ergebe sich bereits daraus, „dass sich die Plagiate an mehreren Stellen der Dissertation auffinden lassen und verschiedene Fremdautoren betreffen.“ Kleine Änderungen an nicht-gekennzeichneten übernommenen Passagen bewertete das Gericht nicht als Beleg für versuchte Eigenständigkeit des Formulierens, sondern als Beleg für „die gezielte Verschleierungsabsicht des Klägers.“ Dies könne die Hochschule „zur Entziehung des verliehenen Doktorgrades berechtigen“. Ausdrücklich hob der VGH in einem Leitsatz hervor: „Auf den Umfang der abgeschriebenen Stellen sowie auf die Frage, ob die Arbeit auch ohne das Plagiat noch als selbständige wissenschaftliche Arbeit hätte angesehen werden können, kommt es grundsätzlich nicht an.“
Der 7. Senat des Bayerischen Verwaltungsgerichtshofes urteilte am 4. April 2006, dass die Rücknahme einer Promotion auf Artikel 48 des Bayerischen Verwaltungsverfahrensgesetzes (Rücknahme eines rechtswidrigen Verwaltungsakts) gestützt werden kann. Im zugrundeliegenden Fall war bei einer Dissertation an der Universität Regensburg nachträglich aufgefallen, dass 35 Seiten aus 16 verschiedenen Fremdwerken wörtlich übernommen wurden, davon etwa acht Seiten ohne jeden Beleg. Die Juristische Fakultät hatte die Verleihung des akademischen Grades daraufhin zurückgenommen, die Klage dagegen blieb ohne Erfolg.
Der ehemaligen Ombudsmann der Deutschen Forschungsgemeinschaft Wolfgang Löwer, Wissenschaftsrechtler in Bonn plädiert seit langem für eine Verjährung von Plagiatsfällen. („Die salvierende Wirkung der Zeit kennen wir ja sonst im Recht auch“, „Bei juristischen Examina ist nach fünf Jahren Schluss, bei Bachelor- und Masterstudiengängen steht häufig eine Zehnjahresfrist im Gesetz. Nur für Doktorarbeiten gibt es keine Verjährung“.)
Dies kann zu besonderen Härten führen. Zum Beispiel gibt es die (wenig bekannte und heute weitgehend unüblich gewordene) Möglichkeit, sein Studium nicht per normalem Examen, sondern direkt mit der Promotion zu beenden. Wenn einem solchen Akademiker die Dissertation aberkannt wird, hat er keinen akademischen Abschluss.

#### Produktplagiate

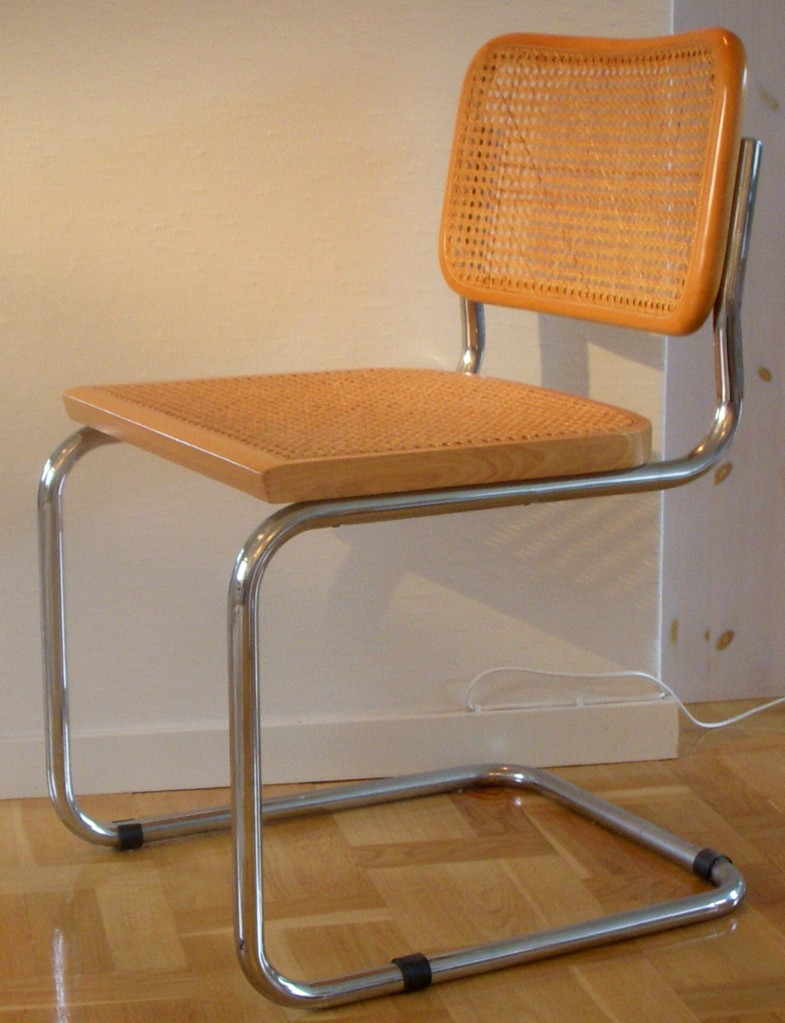
Italienische Imitation eines Stuhls des Architekten Marcel Breuer

Die Frankfurter Messe prüft, ob Aussteller Produktfälschungen bzw. Plagiate vertreiben. Seit 2006 gibt es dort die weltweit einzige konzertierte Aktion und während der Messen einen Informationsstand, auf dem zuständige Behörden wie Zoll und Patentamt informieren. Sie halten Formulare bereit und helfen Betroffenen bei der Durchsetzung ihrer Rechte, zum Beispiel mittels einstweiliger Verfügungen.
Winzige Hologramme zum Beispiel können Originale erkennbar machen und sind nur sehr schwer zu imitieren. Der Zoll hat geheime Herstellerinformationen solcher Details in Datenbanken, um Original und Fälschung sicher unterscheiden zu können.
Auf der Konsumgütermesse „Ambiente“ wird seit 1977 jährlich der Plagiarius, ein Negativpreis, verliehen.

## Österreich
Laut § 35 Z 34 des österreichischen Hochschulgesetzes 2005 in der Fassung vom 28. März 2019 liegt ein Plagiat jedenfalls dann vor, wenn Texte, Inhalte oder Ideen übernommen und als eigene ausgegeben werden. Dies umfasst insbesondere die Aneignung und Verwendung von Textpassagen, Theorien, Hypothesen, Erkenntnissen oder Daten durch direkte, paraphrasierte oder übersetzte Übernahme ohne entsprechende Kenntlichmachung und Zitierung der Quelle und des Urhebers.
Seit April 2005 wurden vom Salzburger Plagiatsexperten Stefan Weber einige Plagiatsfälle vorwiegend in Österreich aufgedeckt, wodurch das Thema auch in den Medien präsenter wurde. Als Reaktion beschloss die Universität Klagenfurt 2007, alle Diplomarbeiten und Dissertationen der zurückliegenden fünf Jahre sowie alle zukünftigen elektronisch überprüfen zu lassen.
Werden im Rahmen einer Lehrveranstaltung unerlaubte Hilfsmittel benutzt, und nichtzitierte fremde Werke zählen mit Sicherheit dazu, so ist die Prüfung nach dem Universitätsgesetz 2002 für nichtig zu erklären. Sie wird aber auf die Anzahl der Prüfungsantritte angerechnet.
Wird ein Plagiat erst nach dem Abschluss des Studiums entdeckt, kann es zur Aberkennung des Titels kommen. In diesem Fall ist die Arbeit neu zu schreiben beziehungsweise sind die Mängel zu beseitigen. Allerdings wurde 2007 bei einem Teilplagiatsfall an der Universität Salzburg auf die Aberkennung des Titels verzichtet, da das Teilplagiat die Arbeit nicht verbessert habe.
Der Plagiatsexperte Jochen Zenthöfer kritisierte seit 2022 in der FAZ den Umgang österreichischer Universitäten mit Plagiaten: Zwischen 2006 und 2021 gab es an der Universität Innsbruck 31 Verdachtsfälle zu Verstößen gegen die gute wissenschaftliche Praxis, in keinem einzigen Fall wurde ein akademischer Grad aberkannt. Eine 2022 vom Bildungsministerium veröffentlichte Studie zu Plagiaten an österreichischen Universitäten habe kaum Ergebnisse zutage gefördert. 2023 berichtete er über eine Häufung plagiatsbehafteter Dissertationen deutscher Staatsbürger an österreichischen Universitäten, darunter Otto Carstens, Yana Milev und Rahel Süß.
Im Juni 2023 wurde der Geschäftsführer der Achenseebahn in Tirol, Helmut Schreiner von seinen Positionen entlassen und sein Dienstverhältnis als Technikvorstand der Zillertaler Verkehrsbetriebe AG einvernehmlich aufgelöst, nachdem Stefan Weber bei dessen an der Universität Lettlands in Riga eingereichten Doktorarbeit ein „nahezu komplette[s] Übersetzungsplagiat“ einer im Jahr 2020 an der Technischen Hochschule in Aachen genehmigten Dissertation nachgewiesen hatte. In der Folge kam es zu einer politischen Debatte des Projekts Zillertalbahn als „Wasserstoffbahn“.
Fälle von Plagiaten wurden 2023 durch den Plagiatsexperten Stefan Weber innerhalb des Konzerns Novartis aufgedeckt. Betroffen sind vor allem Personen in leitenden Funktionen.
Seit den 2020er-Jahren wurde wiederholt öffentlich eine Verjährungsfrist für Plagiate diskutiert. Eine 2024 von Universitätsprofessoren vorgeschlagene Frist wurde als Reaktion auf die Kontroversen um Weber gedeutet.

## Schweiz
An der Universität Zürich gilt ein Plagiat durch Studierende als Prüfungsverstoß. Es kann mit einem Ausschluss von Prüfungen oder von der Universität bis zur Dauer von sechs Semestern geahndet werden.
Der HSG-Plagiatsskandal beschäftigt seit Herbst 2022 die Schweizer Medien.

## Vereinigte Staaten von Amerika
In den USA ist die Definition der Modern Language Association gebräuchlich:
“Forms of plagiarism include the failure to give appropriate acknowledgment when repeating another’s wording or particularly apt phrase, paraphrasing another’s argument, and presenting another’s line of thinking.” (Joseph Gibaldi, deutsch: „Plagiat umfasst unter anderem die Unterlassung von geeigneten Quellenhinweisen bei der Verwendung der Formulierungen oder besonderen Wortwahl eines anderen, der Zusammenfassung der Argumente von anderen oder die Darstellung vom Gedankengang eines anderen.“)
Im Jahr 2009 hat Teddi Fishman, damals Direktorin des International Center for Academic Integrity, diese umfassende Definition geprägt:
„Ein Plagiat liegt vor, wenn jemand
1. Wörter, Ideen oder Arbeitsergebnisse verwendet,
2. die einer identifizierbaren Person oder Quelle zugeordnet werden können,
3. ohne die Übernahme sowie die Quelle in geeigneter Form auszuweisen,
4. in einem Zusammenhang, in dem zu erwarten ist, dass eine originäre Autorschaft vorliegt,
5. um einen Nutzen, eine Note oder einen sonstigen Vorteil zu erlangen, der nicht notwendigerweise ein geldwerter sein muss.“[95]

## Bedeutende historische Plagiatsfälle

### Musik
Die folgende Aufzählung enthält Songs aus der Popmusik, die zum Gegenstand von Plagiatsvorwürfen wurden:
- 1951: Wimoweh (Pete Seeger, 1951) / The Lion Sleeps Tonight (The Tokens, 1961), zahlreiche weitere Interpreten – Original: Mbube von Solomon Linda. 2004 entschied ein südafrikanisches Gericht, dass Solomons Erben Rechte an dem Titel zustehen, infolge dessen erhielten seine Töchter durch außergerichtliche Einigungen mit verschiedenen Musikverlagen über 70 Millionen US-$.
- 1968: Hello, I Love You von The Doors – Original: All Day And All of the Night von The Kinks.
- 1970: My Sweet Lord von George Harrison – Original: He’s So Fine von The Chiffons.
- 1990: Still Got the Blues von Gary Moore – Original Nordrach, aufgenommen am 29. März 1974 in den SWR-Studios Baden-Baden von Jud’s Gallery, allerdings bis zum Jahr 1999 nie auf Tonträger veröffentlicht.
 Das Plagiat besteht in der Entlehnung der Gitarrenpassage am Ende des Stückes Nordrach, diese Sequenz bildet das Hauptthema des Stückes Still Got the Blues. Jud’s Gallery gewannen den Prozess gegen Virgin Records am 3. Dezember 2008 vor dem Landgericht München I,[98] Moore legte Berufung ein; 2009 schloss er mit Jud’s Gallery einen Vergleich, zahlte eine nicht genannte Summe und behielt die Rechte an Still Got the Blues.
- 1991: Love Is a Wonderful Thing von Michael Bolton – Original von den Isley Brothers aus dem Jahr 1964.[99]
- 1991: Will You Be There von Michael Jackson – Original: I cigni di Balaka aus dem Jahr 1987 von Al Bano & Romina Power.
Jackson verlor im Jahr 1999 einen entsprechenden Prozess gegen Al Bano.[100]
- 1994: The Most Beautiful Girl in the World von Prince – Original: Takin’ Me to Paradise aus dem Jahr 1983 von Raynard J., geschrieben von Bruno Bergonzi und Michele Vicino.
 Erst 2021 entschied das höchste Gericht der ordentlichen Gerichtsbarkeit Italiens, dass The Most Beautiful Girl in the World ein Plagiat ist, weswegen Schadenersatz in Höhe von knapp einer Million Euro bezahlt werden musste.[101]
- 2002: A One Minute Silence von Mike Batt – Original: 4′33″ von John Cage
Die Plagiateigenschaft dieses Stückes ist umstritten. Denn während Cage in seinem Stück die Geräusche, die während der Stille entstehen, zur Musik erhebt, behandelt das Stück von Batt tatsächlich die Stille.
- 2015: Blurred Lines von Robin Thicke und Pharrell Williams – Original: Got to give up von Marvin Gaye. Thicke und Williams wurden am 11. März 2015 zu einer Zahlung von 7,4 Millionen US-Dollar an die Hinterbliebenen Gayes verpflichtet.[102]

In der klassischen Musik werden häufig Melodien oder andere markante Merkmale eines Originals (z. B. Rhythmen, Harmoniefolgen) zitiert. Manche wurden vom Autor gekennzeichnet (zum Beispiel als „Variationen über eine Melodie von XY“).
- Passionsmusik (heute verschollen) von Wilhelm Friedemann Bach – Original von Johann Sebastian Bach
Wilhelm Friedemann war der älteste Sohn von Johann Sebastian Bach.
- Ein Thema aus Muzio Clementis Klaviersonate B-dur op. 24, 2 erschien wenige Jahre später bei Wolfgang Amadeus Mozart als Hauptthema in der Ouvertüre zur Zauberflöte, so dass Clementi dann beim Druck der Sonate auf seine Urheberschaft hinweisen musste.
- Vincent Rose musste 25.000 $ Schadensersatz für sein Plagiat Avalon an den Verlag Ricordi zahlen, da Rose das Thema aus der Arie des Cavaradossi in Giacomo Puccinis Oper Tosca lediglich von Moll nach Dur transponiert hatte. Die weiteren Tantiemen gingen fürderhin an Ricordi.
- Ungeklärt ist, wie es zu der Entlehnung des Vilja-Liedes in Franz Lehárs Die lustige Witwe aus Carl Nielsens Lille Suite kam.[103]

Im Hip-Hop-Jargon werden Textplagiate auch als „Bites“ und der Vorgang als „biting“ („Beißen“) bezeichnet.

### Wissenschaft
- Die Promotion von Friedrich Wilhelm Prinz von Preußen wurde 1971 nach Aufdeckung umfangreicher Plagiate zurückgenommen.[105] Der Autor schrieb später eine andere Dissertationsarbeit und wurde 1981 in München promoviert.
- Dem russischen Präsidenten Wladimir Putin wird vorgeworfen, große Teile seiner Kandidatur-Dissertation nahezu wörtlich aus dem 1978 erschienenen Buch Strategic Planning and Policy (von William R. King und David I. Cleland, Professoren an der Universität Pittsburgh) abgeschrieben zu haben (Putin nannte dieses Buch im Literaturverzeichnis seiner Arbeit).[106]
- Der US-amerikanische Historiker Stephen Ambrose (1936–2002), Biograf der US-Präsidenten Dwight Eisenhower und Richard Nixon, hat in vielen seiner Werke ganze Passagen von anderen Autoren kopiert und als eigenes Werk ausgegeben.[107]
- Der FAZ-Journalist Frank Schirrmacher reichte 1988 als Dissertation eine Arbeit bei Hans Ulrich Gumbrecht an der Universität Siegen ein, die zu großen Teilen mit seiner bereits bei Suhrkamp veröffentlichten Magisterarbeit übereinstimmte, ohne den Titel in der Bibliographie anzugeben.
- Der Ingolstädter Ökonom Hans Werner Gottinger publizierte 1993 einen Fachaufsatz in der Zeitschrift Research Policy, den er im Sommer 2007 zurückziehen musste, nachdem sich herausgestellt hatte, „dass der Artikel einen klaren und ernsten Fall von Plagiat“ darstelle.[108] Mehr als 20 Jahre lang hatte Gottinger zudem seine Biographie geschönt. Er hatte wiederholt angegeben, er sei im „Institute of Management Science“ der Universität Maastricht angestellt; dieses Institut existiert nicht.[109] Recherchen der Zeitschrift Nature erbrachten im August 2007 Hinweise, dass Gottinger auch Mitgliedschaften in Fachgesellschaften zu besitzen behauptet habe, was von diesen aber in Abrede gestellt wurde.[110]
- In einem 1993 erschienenen Buch des Philosophen Maximilian Forschner waren ganze Passagen aus einem Werk von James O. Urmson übernommen worden. Der Fall war umstritten und wurde von zuständiger Stelle bloß als wissenschaftliche Unsauberkeit gerügt; auch Urmson zeigte sich amüsiert.[111]
- Hans-Peter Schwintowski, Jura-Professor an der Humboldt-Universität zu Berlin, plagiierte beim Verfassen eines Lehrbuchs, das 2005 erschien.[112]
- Der deutsche Jurist Axel Wirth wehrt sich seit 2006 gegen Plagiatsvorwürfe.
- Der Jurist Walter Frenz, Inhaber des Lehrstuhls für Berg-, Umwelt- und Europarecht der RWTH Aachen, stand im Verdacht, Teile eines Handbuchs der Doktorarbeit einer Doktorandin entnommen zu haben.[113] Einige Monate später äußerte die juristische Fakultät der Universität Bonn Zweifel daran, dass Frenz die wissenschaftlichen Regeln eingehalten habe und seiner Sorgfaltspflicht gegenüber dem wissenschaftlichen Nachwuchs nachgekommen sei. Die Fakultät beendete die Kooperation mit Frenz und behielt sich die Überprüfung früherer Promotionsverfahren vor, an denen er beteiligt war.[114][115]
- Der damalige Bundesverteidigungsminister Karl-Theodor zu Guttenberg wurde im Februar 2011 nach Hinweisen des Bremer Juraprofessors Andreas Fischer-Lescano beschuldigt, große Teile seiner Dissertation aus diversen fremden Texten ohne Nennung der Quellen abgeschrieben zu haben.[116] Er hatte die Arbeit Verfassung und Verfassungsvertrag 2006 bei Peter Häberle an der Universität Bayreuth eingereicht und dafür die Bestnote summa cum laude erhalten. Die Plagiatsaffäre Guttenberg wurde öffentlich breit diskutiert. Am 23. Februar 2011 wurde ihm von der Universität Bayreuth der Doktorgrad aberkannt.[117] Schließlich wurde der öffentliche Druck so hoch, dass er von allen politischen Ämtern zurücktrat.[118]
- Am 11. Mai 2011 trat die EU-Politikerin Silvana Koch-Mehrin von ihren politischen Ämtern in der FDP aufgrund von Plagiatsverdacht zurück. Am 15. Juni 2011 wurde ihr der Doktorgrad durch die Universität Heidelberg aberkannt. Nach einem Widerspruchsversuch durch Koch-Mehrin wurde das Urteil des Verwaltungsgerichts am 7. Februar 2014 rechtskräftig.
- Ebenfalls am 11. Mai 2011 gab die Universität Konstanz bekannt, dass sie der Tochter Edmund Stoibers, Veronica (Vroni)[119][120] den Doktorgrad aberkannte.[121] Die Plagiatsplattform VroniPlag Wiki benannte sich nach dem Fall.
- Der Münchener Zivilrechtler Claus-Wilhelm Canaris wurde vom Bremer Juraprofessor Peter Derleder des „Abschöpfungsplagiats“ bezichtigt. Canaris habe unter anderem die Dissertation von Bernd Hüpers über Canaris’ Doktorvater Karl Larenz[122] aufmerksam „gelesen, diese allerdings nicht zitiert, sondern nur abgeschöpft“.[123]
- Am 2. April 2012 trat der ungarische Staatspräsident Pál Schmitt zurück, nachdem ihm der Senat der Semmelweis-Universität (SOTE) in Budapest seinen Doktortitel aufgrund von Plagiaten in seiner Dissertation aberkannt hatte.[124] Näheres hier.
- Im Mai 2012 geriet Annette Schavans Dissertation aus dem Jahre 1980 unter Plagiatsverdacht, als Schavan Bundesministerin für Bildung und Forschung war. Nach der Aberkennung ihres Doktorgrades bot sie ihren Rücktritt an und wurde am 14. Februar 2013 von Johanna Wanka abgelöst.
- Der insbesondere um Thomas Mann hochverdiente Schweizer Literaturwissenschaftler und Rechtsanwalt Thomas Sprecher erhielt die Möglichkeit, seine Habilitationsschrift Literatur und Verbrechen (Fribourg 2010, Publikation 2011) zu 'bereinigen' und sich noch einmal ordnungsgemäß zu (gleichsam: re-)habilitieren (2., korr. und überarb. Aufl. Vittorio Klostermann, Frankfurt am Main 2015); ein hierbei zentraler Artikel in der NZZ vom 19. November 2015 – "Auch Germanisten tun es" – ist [Stand: 27. März 2025] nur noch mit seinem Anfang frei zugänglich und als Verweis praktisch wertlos (geworden).[125]
- 2019 wurden Vorwürfe gegen die SPD-Politikerin Franziska Giffey laut, sie habe in ihrer 2009 bei Tanja Börzel eingereichten Dissertation unsauber zitiert. Giffey verzichtete 2020 auf das Führen des Doktortitels. Im Juni 2021 wurde ihr der Doktorgrad von der Freien Universität Berlin entzogen mit der Begründung, ihre Dissertation beruhe auf einer „Täuschung über die Eigenständigkeit ihrer wissenschaftlichen Leistung“.[126]
- 2019 wurde der Soziologin Cornelia Koppetsch vorgeworfen, sie habe in ihrem Buch Gesellschaft des Zorns zahlreiche Begriffe fremder Autoren ohne Zitatangaben übernommen. Später wurden ähnliche Plagiate auch in einem weiteren Buch öffentlich.
- 2019 wurde dem CDU-Politiker Frank Steffel sein Doktortitel wegen „zumindest bedingt vorsätzlicher Täuschung und Verletzung des Gebotes der wissenschaftlichen Redlichkeit“ von der FU Berlin entzogen. Zur Begründung hieß es, dass „wörtliche oder fast wörtliche Übernahmen in erheblichem Umfang nicht als solche gekennzeichnet“ worden seien, wobei die Quellennennungen seitens Steffel aber der Verschleierung dienten, da weder ersichtlich wäre, „dass [Steffel] wörtlich oder fast wörtlich Texte anderer Autoren in seine Dissertation eingefügt hat“, noch der Umfang der Plagiate. Seine Klage hiergegen wurde 2020 abgewiesen.
- 2022 wurde ein gefälschter Tagungsband namens Colchicine – 100 years of Research bekannt, der zum Zweck der Verleumdung von Matthias Graw erstellt worden war. Der angeblich 1982 erschienene Band wurde in geringer Stückzahl hergestellt, um einen falschen Plagiatsvorwurf zu belegen. Nach Prüfung der Universität Hamburg entschuldigte sich der Plagiatsexperte Stefan Weber bei Graw für seine Vorwürfe.[127]
- 2023 wurde dem Physiker Ranga Dias von der University of Rochester (USA), dessen Arbeitsgruppe kurz zuvor Aufsehen erregend publiziert hatte, Supraleiter bei Zimmertemperatur entwickelt zu haben, vorgeworfen, große Teile seiner Doktorarbeit wörtlich aus mehr als einem Dutzend Quellen ungekennzeichnet übernommen zu haben.[128][129][130]

Volker Rieble, Jura-Professor in München, veröffentlichte im Frühjahr 2010 ein Buch mit dem Titel Das Wissenschaftsplagiat. Vom Versagen eines Systems. Das Werk deckt im ersten Teil zahlreiche Plagiate auf und porträtiert einen kriminellen Serienplagiator. Im zweiten Teil untersucht der Autor mögliche Sanktions- und Abwehrmöglichkeiten sowie das institutionelle Versagen des Wissenschaftsbetriebes. Für die effektivste Plagiatabwehr hält er die öffentliche Diskussion, weil nur dies den Plagiator ernstlich bedroht.
Rieble betont in diesem Zusammenhang folgende Aspekte:
- „Plagiate passieren meist, wenn die Doktoranden kurz vor dem Beruf stehen und in Zeitnot kommen. Dann werden sie undiszipliniert und neigen zum Abschreiben. .. die meisten Plagiatoren sind keine Übeltäter, sondern arme Würstchen.“[134]
- „Es herrscht ein Ungleichgewicht in der Wahrnehmung, wenn in unserem Land der geistige Diebstahl derart angeprangert wird, Steuerhinterziehung aber nicht.“[134]
- „Jede Drohkulisse und Doktoranden-Hatz nützt nichts, solange es professionelle Ghostwriter gibt. Es gibt 100 bis 150 solcher Firmen in Deutschland, die nichts anderes tun und vier bis zehn Arbeiten im Jahr verfassen. Auch die Professoren sind teils schlechte Vorbilder. Solange es möglich ist, dass ein deutscher Juraprofessor eine umgearbeitete Doktorarbeit eines Mitarbeiters als eigenes Gutachten verkauft, ist die Forschergemeinschaft unglaubwürdig. Ganz nach dem Motto: Die Kleinen hängt man, die Großen lässt man laufen.“[134]
- „Es sind höchstens zehn Prozent, die durch Plagiate diese Standards kaputt machen und den guten Ruf der deutschen Wissenschaft in den Keller ziehen.“[134]

### Journalismus
Auch Journalisten plagiieren. Bekannte Beispiele sind Jayson Blair (New York Times) und Maureen Dowd, Kolumnistin bei der New York Times und Pulitzerpreisträgerin. Im Journalismus wie auch in der Wissenschaft gelten Zeitdruck und Streben nach Ansehen als wichtige Gründe für Plagiate. Nach den Soziologen Sattler und van Veen führt das dazu, dass die entsprechenden Medien sowie Journalisten an Glaubwürdigkeit einbüßen können. Auch die unveränderte Übernahme von Pressemitteilungen ohne Quellenangabe ist problematisch.

### Bildende Kunst
Die Kunsthalle Karlsruhe zeigte 2012 die Ausstellung Déjà-vu? Die Kunst der Wiederholung von Dürer bis YouTube. Thema waren „die vielfältigen Formen, Funktionen und Motive des Kopierens“, sie „macht deutlich, dass Kopien und Originale im Lauf der Zeit verschiedene Funktionen erfüllen und sehr unterschiedliche Wertschätzungen erfahren konnten.“
Nicht selten hat gerade die Kunst der Wiederholung den Ruhm der Schöpfer der Originale gefestigt. Manchmal nimmt der Künstler bei der künstlerischen Aneignung eines Werkes Veränderungen vor, die das kopierte Werk in einen neuen Zusammenhang überführen. So hat etwa Johann Geminger um 1600 den von Dürer geschaffenen berühmten Kupferstich Ritter, Tod und Teufel (1513) in ein farbenprächtiges Gemälde übertragen. Oft ist das Vorbild in solchen Neuinterpretationen kaum wiederzuerkennen. Zuweilen werden nur einzelne Bildelemente zitiert, beispielsweise tauchen der in Spitzwegs bekanntem Gemälde Der arme Poet über dem Bett aufgespannte Regenschirm oder Dalís über eine Kante fließende Uhr in einigen späteren Werken auf.